# Reguibates
Reguibates (Rgaybāt, R´gibat, Erguibat ou Ergaybat) são uma tribo berbere de origem sanhaja estabelecida no Sara Ocidental (parte oriental), Marrocos (sul do uádi Noun),  Mauritânia (parte norte) e Argélia (zona de Tindufe). Falam hassaniyya, um dialeto árabe, e pertencem ao ramo maliquita dos islão sunita.
Reclamam-se descendentes de Sidi Amade Reguibi, que viveu na região de Saguia Alhamra (Sara Ocidental) no século XVI e que se apresentava como descendente do santo Abdeslam Ben Mchich Alami. Devido a esta ascendência, consideram-se a si próprios xarifes, ou seja, descendentes de Maomé.
Os reguibates formam a tribo mais importante do Sara Ocidental e a tribo saaraui mais importante de Marrocos. Segundo o censo espanhol de 1974, eles representavam mais de metade da população do Sara Ocidental. Os dois principais grupos de reguibates são os reguibates do Sael (Reguibat al-Sahel), que vivem nos territórios ocidentais e os reguibates orientais (Reguibat al-Sharq ou Reguibat Legouacem), que vivem a oriente. A tribo era originalmente nómada e deslocavam-se entre Marrocos e o que é atualmente o Mali passando pela Mauritânia e Argélia. Atualmente todos os reguibates são sedentários.
Entre os membros da tribo mais célebres destacam-se el Uali Mustafa Sayed, co-fundador da Frente Polisário, Khalli-Henna Ould Errachid, presidente do Conselho Real Consultivo para os Assuntos Sarianos (CORCAS), e Mohamed Abdelaziz, líder da Frente Polisário e presidente da República Árabe Saaraui Democrática.